# Hongqi HQ9
- Не следует путать с зенитно-ракетным комплексом HQ-9

Hongqi HQ-9 — выпускающийся с 2022 года представительский минивэн класса люкс марки Hongqi китайской компании FAW.

## История
Это первая модель минивэна марки  Hongqi, хотя в 1980-х годах под этой маркой выпускавшей автомобили для КПК мелкосерийно производился 19-местный лёгкий автобус Hongqi CA630 для встречи делегаций или обслуживания номенклатурных отелей.
В продаже на рынке Китая с сентября 2022 года, цена от 358 000 до  538 800 юаней; для сравнения: цена в Китае Toyota Alphard от 839 000 юаней.

## Описание
По габаритам модель заметно крупнее одноклассников, так, в сравнении с Toyota Alphard: длина — 5222 мм вместо 4945 мм, ширина — 2005 мм вместо 1850 мм, а колёсная база — 3200 мм против 3000 мм, почти одинаков с GAC GN8, однако, значительно меньше 6-метрового Aurus Arsenal.
Оформлен в стиле марки Hongqi («Красное знамя») — решётка радиатора с вертикальными прутьями и эмблемой — красным «знаменем» по центру.
Создан на переднеприводной платформе, подвеска обычная пружинная: спереди стойки McPherson, сзади — многорычажная.
Двигатель — бензиновый турбированный объёмом 2.0 литра мощностью 252 л. с. работающий в паре с 8-ступенчатым «автоматом».

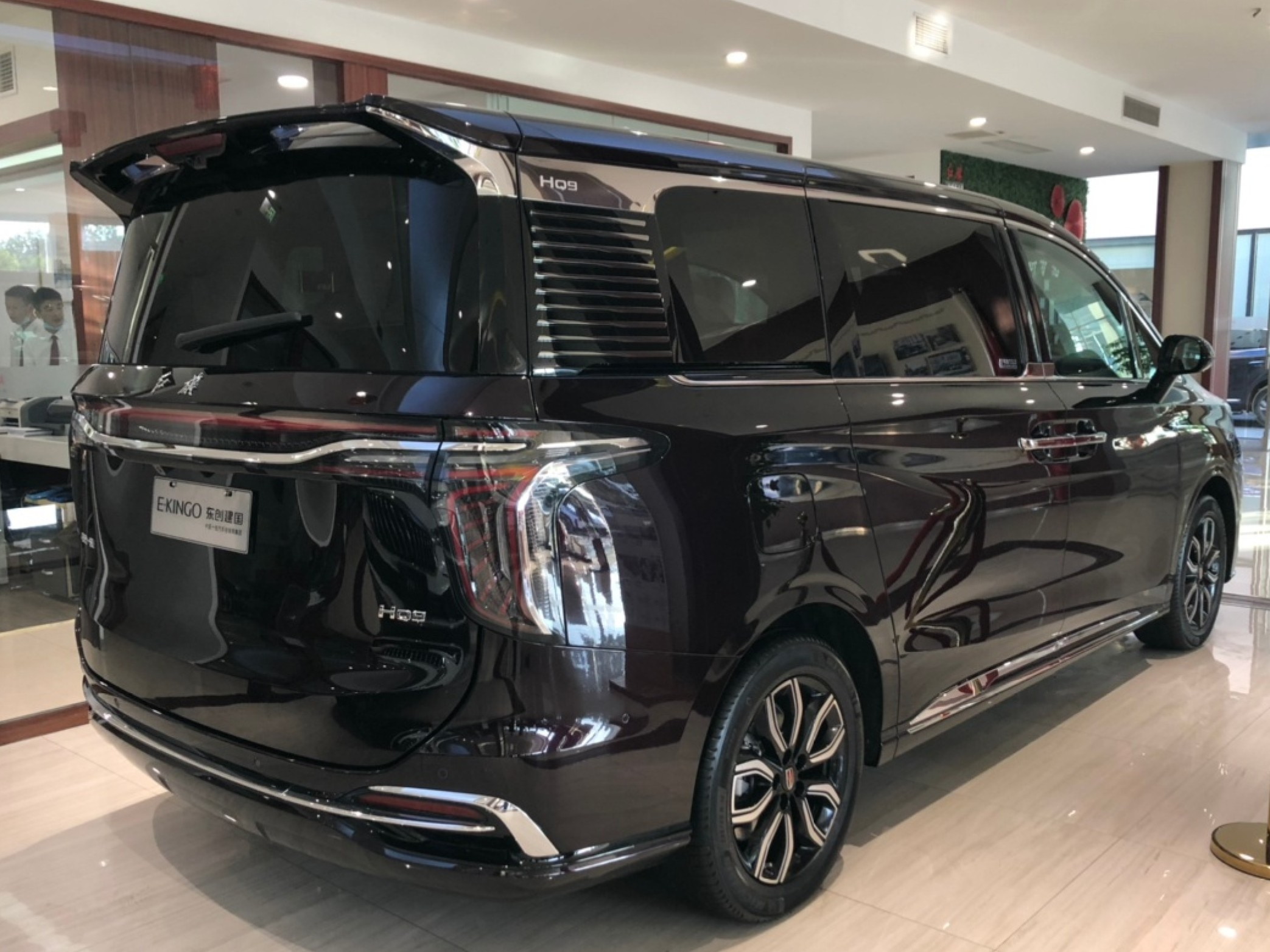

## Bestune M9
Bestune M9 является ребеджинговым вариантом Hongqi HQ9. Впервые был представлен в ноябре 2022 года на автосалоне в Гуанчжоу.

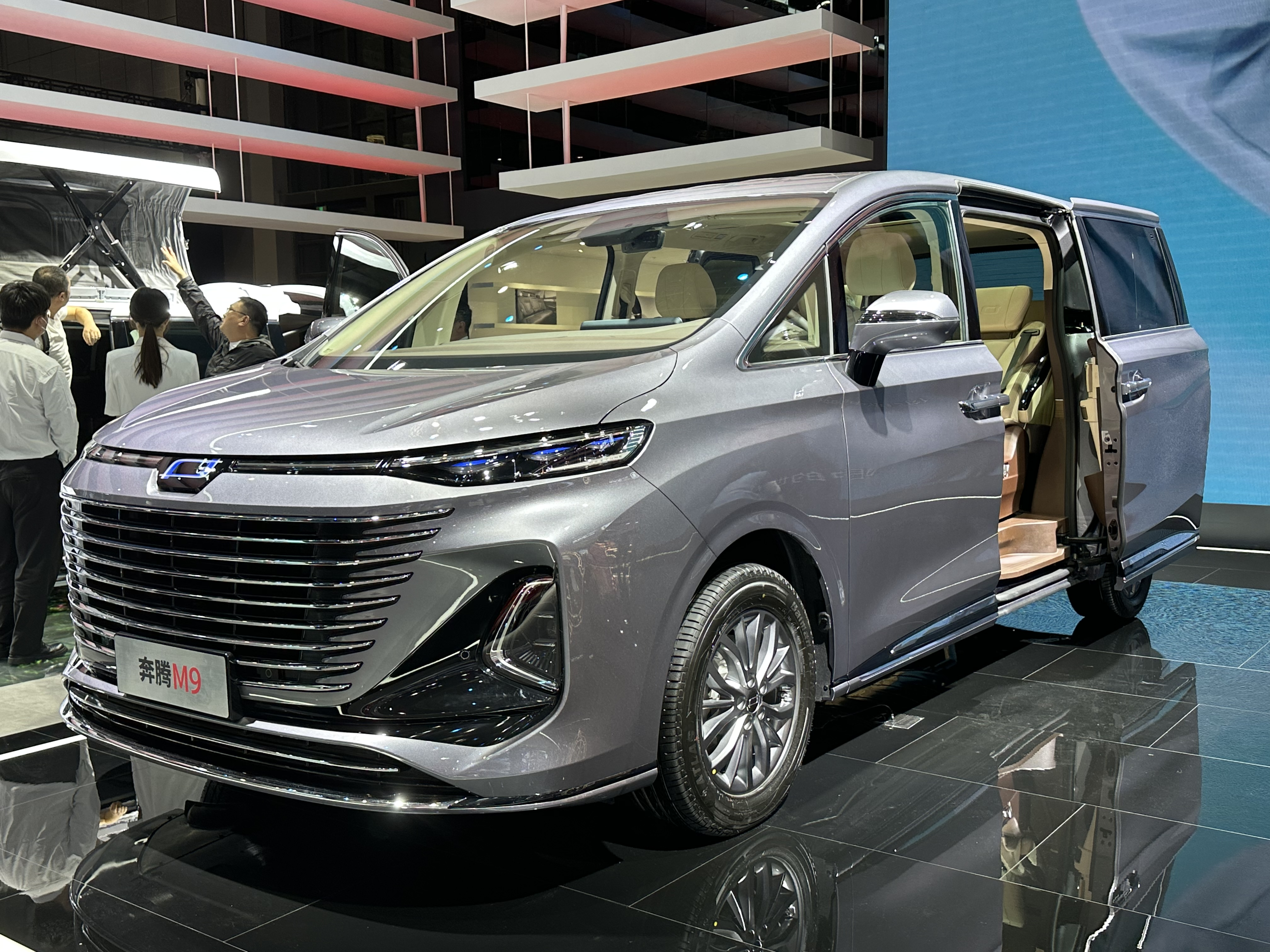
Вид спереди
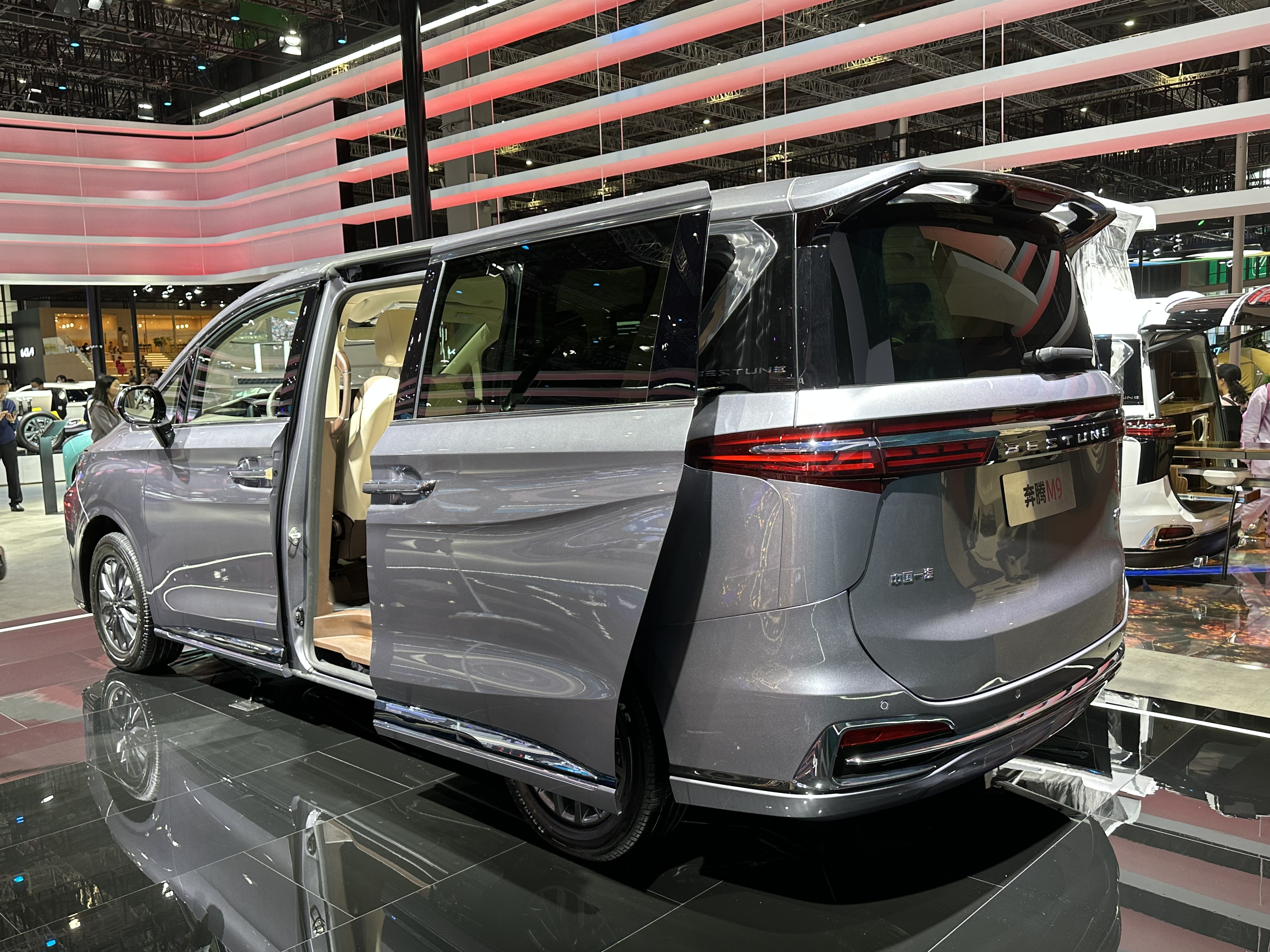
Вид сзади

## На рынке России
На рынке России модель с декабре 2023 года, предлагается в трех комплектациях – Comfort (от 7 млн 890 тыс. руб.), Deluxe (от 8 млн 490 тыс. руб.) и Executive (от 8 млн 990 тыс. руб.).